# Phyllolais
Genre
Phyllolais est un genre monotypique d'oiseaux de la famille des Cisticolidae. Il se trouve à l'état naturel en Afrique subsaharienne.

## Liste des espèces
Selon la classification de référence du Congrès ornithologique international (version 8.1, 2018) :
- Phyllolais pulchella (Cretzschmar, 1830) — Phyllolaïs à ventre fauve, Phyllolaïs à ventre jaune, Apalis à ventre jaune, Fauvette à ventre fauve